# Ruf der Wälder
Ruf der Wälder ist ein österreichischer Heimatfilm von Franz Antel aus dem Jahr 1965. Es handelt sich um eine modernisierte Verfilmung der Novelle Krambambuli von Marie von Ebner-Eschenbach. Die deutsche Erstaufführung fand am 1. Oktober 1965 im Stuttgarter Universum statt.

## Handlung
Der betagte Wilderer Gustl Wegrainer erzählt die Geschichte um den bei ihm lebenden, ebenso betagten Hund Bella: Er irrte als Welpe in einer Großstadt umher und wird vom italienischen Gastarbeiter Marcello Scalzi aufgenommen. Der Schlosser päppelt den Vorstehhund, den er Bella Piccolina nennt, liebevoll auf, gerät jedoch bald in Konflikt mit seinen Kollegen. Die wollen den Hund loswerden, Marcello reagiert auf die Anfeindungen aggressiv, beginnt eine Schlägerei und wird schließlich entlassen.
Ingenieur Prachner stellt ihn ein, da er für eine geplante Drahtseilbahn in Kaprun noch einen Schlosser sucht. Marcello geht also mit Bella nach Kaprun in die Berge. Hier schlägt ihm die Verachtung der Bewohner entgegen. Vor allem der Arbeiter Kubesch hetzt gegen Marcello und prophezeit, dass er den Kaprunern die Frauen stehlen werde. Die Bankangestellte Angelika Hirt verliebt sich in Marcello und beide werden ein Paar. Auch der junge Forstangestellte Bernd Hellwig, der zeitgleich mit Marcello seinen Dienst in Kaprun angefangen hat, ist in Angelika verliebt. Als die Arbeiter des Kraftwerks bei einem Schneesturm auf dem Berg eingeschlossen werden und Marcello beim waghalsigen alleinigen Abstieg verunglückt, leitet Bella die Bergretter zu Marcello – Bernd wiederum steigt zu Marcello ab und rettet ihn.
Die Liebe von Angelika zu Marcello ist dadurch nur noch größer geworden. Während Bernd die Beziehung akzeptiert, hegt Prachner Zweifel am langfristigen Bestehen der Partnerschaft, da er Marcello noch in der Großstadt aggressiv erlebt hat. Kubesch will Marcello loswerden und fingiert mit seinem Gehilfen Felix einen Einbruch in die Sparkasse. Bella überrascht beide dabei und wird von Felix angegriffen. Als Marcello das sieht, attackiert er Felix. Dieser stürzt unglücklich und stirbt noch vor Ort. Kubesch schlägt Alarm und Marcello wird wegen versuchten Einbruchs und Totschlags festgenommen und zu zwei Jahren Gefängnis verurteilt.
Angelika zieht nach Wien, wo sie einen Bürojob annimmt. Sie schreibt sich regelmäßig mit Marcello und erhält eines Tages Besuch von Tina, die sich als Verlobte Marcellos entpuppt. In Kaprun wiederum gelingt es Bernd, sich durch seine Arbeit Respekt bei Förster Mathias zu verschaffen. Bernd kann Angelika zur Rückkehr nach Kaprun bewegen, wo ihr ein begeisterter Empfang bereitet wird.
Marcello gelingt die Flucht. Er schlägt sich nach Kaprun durch und kommt in der Hütte von Gustl Wegrainer unter. Er will Angelika wiedersehen, die sich weigert, mit ihm zu fliehen. Sie eröffnet ihm, dass sie von seiner Verlobten weiß. Als Mathias und Bernd mit Bella auf der Suche nach Marcello an der Hütte erscheinen, ergreift er die Flucht. Er trägt ein Gewehr Gustls bei sich, wird jedoch einige Zeit später bereits in Italien vermutet. Auf einer Streife stoßen Mathias und Bernd schließlich von Bella angezeigt auf ihn. Als Marcello beide mit der Flinte bedroht, wird er von Mathias erschossen.
Marcello wird in Kaprun beerdigt, Bella wacht an seinem Grab. Gustl schließt seine Erzählung ab. Mit Bella begibt er sich zu Bernd und Angelika, die inzwischen ein Paar geworden sind, auch wenn Angelika bei Bellas Anblick noch immer wehmütig wird.

## Produktion
Ruf der Wälder war nach Heimatland aus dem Jahr 1955 Franz Antels zweite und die insgesamt dritte Verfilmung der Novelle Krambambuli von Marie von Ebner-Eschenbach. Gedreht wurde in der Alpenlandschaft um Kaprun.
Im Gegensatz zur Novelle wurde der Film „in Anpassung an den damals üblichen ‚Sex and crime‘-Stil ‚modernisiert‘“ und aus dem Vagabunden hier ein Gastarbeiter. Daran, dass es in Österreich zu der Zeit kaum bis wenige Gastarbeiter gab, wird deutlich, dass der Film vor allem in der BRD vermarktet werden sollte.
Hans Jürgen Bäumler hatte nach Die große Kür, wo er sich selbst spielte, in Ruf der Wälder seine erste eigentliche Filmrolle inne: „Bestimmt wurde er nicht wegen seiner schauspielerischen Fähigkeiten gewählt, sondern um seine augenblickliche Popularität kommerziell verwerten zu können.“ Auch das Lexikon des internationalen Films stellte fest, dass Bäumler als Schauspieler nicht überzeugt.
In den Credits wird erwähnt, dass der Hund Bella in Wirklichkeit vom deutschen Vorstehhund Ricky dargestellt wurde.
In die Filmhandlung wurde das Tauernkraftwerk Kaprun einbezogen, das symbolhaft für den Wiederaufbau Österreichs nach Ende des Zweiten Weltkriegs stand und in mehreren österreichischen Heimatfilmen der Zeit eine zentrale Rolle spielte. Die Credits danken ausdrücklich der Tauernkraftwerke AG, der Gletscherbahn auf das Kitzsteinhorn und der VÖEST in Linz für ihre Unterstützung. Gedreht wurde in und um Kaprun.

## Kritik
Die Kritik bemängelte vor allem die Modernisierung des Films, bei dem aus dem Vagabunden ein Gastarbeiter wird: „Eine wirklich fortschrittliche Bearbeitung der Vorlage hätte die Diffamierung von Randgruppen aufgeben müssen“. Statt eines Einzelnen werde hier eine ganze Gruppe diffamiert und als minderwertig dargestellt. Der Tod Marcellos komme so „einer Verurteilung gleich.“
Das Lexikon des internationalen Films sah in Ruf der Berge einen „Heimatfilm nach altem Muster, österreichische Melange, gemischt aus Herzelieb und Herzeleid, bunt und laut vor der gewaltigen Kulisse der Berge“.
Zu einer ähnlichen Einschätzung gelangt der Evangelische Film-Beobachter: „Ein Heimatfilm, der einige alte Klischees abbaut, um sie flugs durch neue zu ersetzen. Was soll es? Überhören Sie den Ruf der Wälder, Ihnen entgeht nichts!“